# Caponina chinacota
Espèce
Caponina chinacota est une espèce d'araignées aranéomorphes de la famille des Caponiidae.

## Distribution
Cette espèce est endémique du département de Norte de Santander en Colombie,. Elle se rencontre à Chinácota.

## Description
Caponina chinacota compte six yeux. La femelle holotype mesure 3,83 mm.

## Étymologie
Son nom d'espèce lui a été donné en référence au lieu de sa découverte, Chinácota.

## Publication originale
- Platnick, 1994 : A revision of the spider genus Caponina (Araneae, Caponiidae). American Museum Novitates, no 3100, p. 1-15 (texte intégral).